# Синьково (Андреапольский район)
Синьково (Сенькова)  — деревня в Андреапольском районе Тверской области. Входит в Волокское сельское поселение.

## География
Расположена примерно в 4 верстах к северу от деревни Волок на берегу озера Лучанское.

## История
В конце XIX - начале XX века деревня входила в Холмский уезд Псковской губернии.

## Население
| 2002 | 2010 |
| ---- | ---- |
| 5    | ↘1   |